# スモン

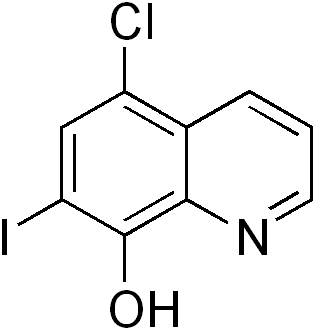
スモンの原因であるキノホルムの構造

スモン（SMON、subacute myelo-optico-neuropathyの略称、別名：亜急性脊髄視神経症）とは、整腸剤キノホルム（クリオキノール、5-クロロ-7-ヨード-8-キノリノール）による薬害。1955年頃より患者が発生し、1967年から1968年に患者発生数がピークとなった。

## 概要
当初は原因不明の風土病とされ、発症者が多かった土地の名を取って「釧路病」「戸田奇病」などと言われたりした。1970年2月には京都大学ウイルス研究所の助教授がウイルス原因説を専門誌に寄稿するなど、当初、発生原因については意見が分かれた。厚生省「スモン調査研究協議会」などで議論が行われた結果、現在ではキノホルムが原因であると判明している。田辺製薬は、最後までウイルス原因説に固執していたが、敗訴に追い込まれた。
スモンは、下肢の痺れ、脱力、歩行困難などの症状が現れる。舌に緑色毛状苔が生え、便が緑色になる。視力障害が起きることもある。合併症としては白内障、高血圧症などが起きやすい。患者は女性が多い。1970年に日本ではキノホルムの製造販売および使用が停止となり、新たな患者の発生はない。
スモンは神経症状発生の前に下痢などの消化器症状が現れ、その治療薬がキノホルムであったことから、キノホルムが原因か結果かはっきりしない。田辺製薬はこの点を突いて抵抗したが、海外ではスモンが問題化する前からスウェーデンの眼科医レッナート・ベレグレンと小児科医オッレ・ハンソンらによってキノホルムの神経毒性についての危険性自体は指摘されていた。
治療は対症療法のみで、ノイロトロピンの投与、鍼灸などにより下肢の知覚異常に対処する。「スモン体操」というものもあるが、あまり効果があるとは言い難かった。
治療困難な疾患であることから、1972年9月16日、厚生省は他の7つの難病とともに研究班を設置して対策を強化。2020年現在では、特定疾患の一つとなっている。またサリドマイド訴訟とあわせて医薬品副作用被害救済制度が創設される契機となった。

## 裁判
1970年代には各地の被害者が提訴、一時は全国22の地方裁判所で裁判が行われていた。1977年10月29日には東京地方裁判所で初の和解が成立、さらに1978年1月21日には岡山地方裁判所で二例目の和解も成立した。これらの和解は被害者と日本チバガイギー（後のノバルティスファーマ）、武田薬品工業との間で成立したもので、田辺製薬は因果関係を否定して和解を拒否した（前述）。
- 1971年（昭和46年）5月28日 - 東京スモン訴訟提訴（東京地方裁判所）
- 1977年（昭和52年）10月29日 - 東京地裁で、東京スモン訴訟の一部原告と被告の国と武田薬品工業、日本チバガイギーで和解成立（田辺製薬を除く。）。
- 1978年（昭和53年）3月1日 - 金沢地裁で、北陸スモン訴訟の原告勝訴。国・製薬企業の法的責任を認める。
- 1978年（昭和53年）8月3日 - 東京地裁は、東京スモン訴訟の原告119人について被告の国と田辺製薬、武田薬品工業、日本チバガイギーに対し、総額32億円の損害賠償支払いを命じる判決を言い渡す。